# Bolin. Pracownia złotnicza i jubilerska
Bolin, ros. Болин, eng. Bolin – firma i pracownia złotnicza i jubilerska czynna w Rosji oraz w Szwecji.
Początki pracowni i przedsiębiorstwa Bolin w Rosji sięgają końca XVIII wieku. W roku 1790 przyjechał do Petersburga, pochodzący z Saksonii założyciel firmy Andrzej Roimpel. Był mistrzem specjalizującym się w wytwarzaniu diamentowej biżuterii. W roku 1809 przyjął rosyjskie obywatelstwo wraz z żoną i dwoma córkami: Zofią i Luizą. W 1810 roku urodziła mu się trzecia córka Katarzyna Ernestyna, która w roku 1834 wyszła za Karola Edwarda Bolina.
Andrzej Riompel w roku 1790 został Rzeczoznawcą Gabinetu JCW. W latach kolejnych był jubilerem nadwornym carów Pawła I i Aleksandra I. Riompel zmarł w roku 1829. Firmę przejął i prowadził jego zięć, ożeniony z córką Zofią, złotnik i jubiler Jan. W 1831 roku Karol Edward Bolin przybył do Petersburga i rozpoczął współpracę z jubilerem Janem. Założyli wspólnie firmę „Bolin i Jan”, która istniała do roku 1836.
W 1836 roku do Petersburga przybył młodszy brat Karola Edwarda Henryk Konrad i dołączył do firmy. W roku 1852 Henryk Konrad przeniósł się do Moskwy i tam razem z Anglikiem Szanksem założył przedsiębiorstwo pod nazwą „Angielski magazyn Szanks i Bolin”. Syn Henryka Wilhelm Bolin przejął po śmierci ojca moskiewski oddział przedsiębiorstwa i prowadził go do roku 1918.
Pracujący w Petersburgu Karol Bolin dostał w roku 1839 tytuł Jubilera Dworu. W latach 1851–1864 został wyróżniony tytułem Rzeczoznawcy Dworu JCW. Za wspaniałą jakość wyrobów jubilerskich i złotniczych firma prowadzona przez Karola została nagrodzona medalami św. Anny i św. Włodzimierza. Gdy zmarł w roku 1864 przedsiębiorstwo przejęli jego synowie Edward Ludwig (ur. 1842) i Gustaw Oskar Fryderyk (1844–1916), którzy pracowali wraz z wdową po Karolu.
Edward Ludwig Bolin od roku 1864 był Rzeczoznawcą Dworu JCW. W roku 1871 utworzony został dom handlowy „K. E. Bolin”, który funkcjonował do roku 1916. Za wyroby jubilerskie i precjoza firma była wielokrotnie nagradzana na targach i wystawach.
Wyroby firmy Bolin wyróżniały się bardzo wysoką jakością wykonania i nienaganną stylistyką. Marka Bolin słynęła z wyrobów zdobionych cennymi klejnotami, szczególnie wielkimi diamentami, rubinami, szmaragdami i szafirami. Cenione były wyroby złote Bolina, biżuteria i precjoza takie jak papierośnice i tabakierki. W ostatnim okresie działalności, w latach 1871–1916 firma oferowała pełny asortyment wyrobów ze złota, srebra, diamentowej biżuterii, kamieni półszlachetnych oraz sreber stołowych i okolicznościowych. Projektanci firmy byli nowocześni i otwarci na nowe prądy i style w sztuce takie jak np. secesja i art déco.
Po 1918 roku firma została przeniesiona do Szwecji. Działa do dziś.